# Thann
Thann je francouzská obec v departementu Haut-Rhin v regionu Grand Est. V roce 2010 zde žilo 7 929 obyvatel. Je centrem arrondissementu Thann-Guebwiller.

## Vývoj počtu obyvatel
Počet obyvatel